# Edwin H. Conger
Edwin Hurd Conger (Contea di Knox, 7 marzo 1843 – Pasadena, 18 maggio 1907) è stato un politico e ambasciatore statunitense.

## Biografia
Originario dell'Illinois, appena terminati gli studi nel 1862 si arruolò nell'esercito statunitense per combattere nella guerra di secessione dalla parte dell'Unione. Alla fine della guerra aveva raggiunto il grado di capitano, con brevetto di maggiore.
Dopo il conflitto divenne avvocato, lavorando prima in Illinois e poi trasferendosi in Iowa. Qui cominciò ad interessarsi di politica, venendo eletto rappresentante alla Camera dal 1885 al 1890. Nel 1890 si dimise da questa posizione poiché fu nominato da Benjamin Harrison ambasciatore statunitense in Brasile, rimanendolo fino al 1893 e poi tornandolo ancora tra il 1897 e il 1898, quando fu nominato ambasciatore nell'Impero cinese.
Durante la permanenza di Conger a Pechino scoppiò la rivolta dei Boxer, e nonostante l'amicizia della moglie Sarah Pike con l'imperatrice Cixi lui e tutti gli altri occidentali si trovarono coinvolti nell'assedio delle legazioni, mosso dai Boxer per sterminare tutti gli stranieri presenti nella capitale. Per mesi degli assediati non si seppe nulla, tanto che Conger e gli altri residenti vennero dati per morti dalla stampa internazionale. Solo nell'agosto 1900 le legazioni furono liberate, e dopo la repressione della rivolta Conger rimase ambasciatore statunitense in Cina fino al 1905.
Nel 1905 fu brevemente ambasciatore statunitense in Messico, ma dopo pochi mesi diede le dimissioni per ritirarsi a vita privata, morendo nel 1907 a Pasadena in California.